# منتخب البوسنة والهرسك لكرة السلة للسيدات
منتخب البوسنة والهرسك الوطني لكرة السلة للسيدات هو ممثل البوسنة والهرسك الرسمي في المنافسات الدولية في كرة السلة للسيدات.